# Niederstetten
Niederstetten este un oraș din landul Baden-Württemberg, Germania.